# Éric Tappy
Éric Tappy (19 de mayo de 1931 – 11 de junio de 2024) fue un tenor suizo de ópera. Actuó internacionalmente, tanto en ópera, conocido como un tenor mozartiano, como en concierto, especialmente como el Evangelista en las Pasiones de Bach. Se centró en la enseñanza desde 1981.
Tappy fue miembro del Gran Teatro de Ginebra desde 1962 hasta 1974, donde su amplio repertorio incluyó roles importantes de Mozart y estrenos mundiales como La Mère coupable de Darius Milhaud. Ha sido considerado legendario por interpretar a Orfeo de Monteverdi, Tamino en Die Zauberflöte de Mozart y Pelléas de Debussy, con una voz de claridad y dicción ejemplares.

## Vida y carrera
Tappy nació en Lausana el 19 de mayo de 1931, hijo de Constant Albert Tappy, un trabajador del metal, y su esposa Cécile Emile, de soltera Apothéloz. Recibió instrucción musical temprana en violín y canto coral de su primo André Charlet.
Después de convertirse en maestro en 1951, estudió canto en el Conservatorio de Música de Ginebra con Fernando Carpi. Continuó sus estudios en el Mozarteum de Salzburgo con Ernst Reichert, en el Conservatorium van Hilversum con Eva Liebenberg, y en París con Nadia Boulanger. Las actividades de conciertos comenzaron en 1956, y aumentaron cuando fue galardonado con un premio en 1958, con conciertos en Suiza y en el extranjero; por lo tanto, abandonó su puesto de enseñanza en 1959. Interpretó por primera vez el papel del Evangelista en la Pasión según San Mateo de Bach en Estrasburgo en 1959. Creó la parte de tenor en el oratorio Mystère de la Nativité de Frank Martin en Ginebra en diciembre de 1959.

## Ópera
Cuando el Gran Teatro de Ginebra reabrió en 1962, Tappy apareció como el Conde de Lerma en Don Carlos de Verdi. Se unió a la compañía y actuó allí durante doce años con un amplio repertorio, incluyendo roles importantes de Mozart y roles en nuevas obras como Monsieur de Pourceaugnac y La Tempête de Martin; participó en el estreno mundial de La Mère coupable de Darius Milhaud.
Apareció como invitado internacionalmente, en Zoroastre de Rameau en Burdeos y en París, en el papel principal de L'Orfeo de Monteverdi en el Teatro del Palacio de Drottningholm, y como Nerone en L'incoronazione di Poppea en la Staatsoper Hannover. En agosto de 1970, impresionó como Tamino en Die Zauberflöte de Mozart en el Festival de Salzburgo, seguido por el mismo papel y también el papel principal en La clemenza di Tito de Mozart en el Festival de Aix-en-Provence.
Después de aparecer como Nerone en L'incoronazione di Poppea en la Ópera de Zúrich en 1979, dirigida por Jean-Pierre Ponnelle y dirigida por Nikolaus Harnoncourt, junto a Rachel Yakar en el papel principal, la producción también se mostró en el Festival de Edimburgo y en La Scala de Milán, y fue filmada. Tappy apareció por primera vez en la Royal Opera House de Londres en La clemenza di Tito de Mozart en 1974.
Tappy se retiró del escenario en 1981; sus últimas actuaciones en el escenario fueron Lucio Silla de Mozart en Zúrich y Nerone en la Ópera de San Francisco.

## Enseñanza
Después de su retiro, Tappy trabajó como director de escena y se centró en la enseñanza. Fundó un estudio de ópera, el Atelier d'interprétation vocale et dramatique, en la Opéra National de Lyon y lo dirigió. Enseñó en el Conservatorio de Música de Ginebra desde 1984 hasta 1999.

## Vida personal
Tappy se casó con Colette Guggenheim en 1953; tuvieron dos hijas. Murió el 11 de junio de 2024, a los 93 años.

## Grabaciones
Tappy grabó L'Orfeo en 1968. Grabó Pelléas et Mélisande de Debussy dos veces: en 1969 una grabación en vivo en Ginebra dirigida por Jean-Marie Auberson, con Erna Spoorenberg, Gérard Souzay y la Orchestre de la Suisse Romande, y en 1979 dirigida por Armin Jordan, con Yakar, Philippe Huttenlocher y Coros y Orquesta Filarmónica de Montecarlo. Un crítico señaló su "voz fina y delgada", más viril y asertiva que algunos colegas, "poderosa en sus protestas de amor", pero "tendente a volverse dura de tono cuando se le exigía demasiado". Tappy interpretó a Tamino en una grabación de La flauta mágica tomada en 1980 de la actuación del Festival de Salzburgo, junto a Ileana Cotrubaș como Pamina y Zdzisława Donat como la Reina de la Noche, dirigida por James Levine. Tappy también apareció en dos películas de Ponnelle: L'incoronazione di Poppea en 1979 y La clemenza di Tito, junto a Tatiana Troyanos y Carol Neblett, en 1980. Grabó el oratorio L'Enfance du Christ de Berlioz, dirigido por Colin Davis, y Clairières dans le ciel, un ciclo de canciones de Lili Boulanger.

## Premios
Tappy recibió la medalla de oro del Teatro de Drottningholm por su interpretación de Orfeo de Monteverdi en 1966. Dos años después recibió el Premio Edison por su grabación del mismo papel. Se convirtió en oficial de la Orden de las Artes y las Letras en 1994. En 2007 recibió el Prix culturel de la Fondation Leenaards y la Médaille d'or de Lausana.